# Канту, Флавиу
Флавиу Канту (исп. Flávio Vianna de Ulhôa Canto; род. 16 апреля 1975, Оксфорд) — бразильский дзюдоист, чемпион Бразилии, чемпион и призёр Панамериканских чемпионатов и Панамериканских игр, бронзовый призёр летних Олимпийских игр 2004 года в Афинах, участник двух Олимпиад.

## Карьера
Выступал в полусредней весовой категории (до 78-81 кг). Чемпион Бразилии. Победитель и призёр международных турниров. Победитель (1997, 1999, 2003, 2004, 2006, 2010 годы), серебряный (2009) и бронзовый (1996, 1998, 2002) призёр  Панамериканских чемпионатов. Чемпион (2003), серебряный (1999) и бронзовый (1995) призёр Панамериканских игр.
На Олимпиаде 1996 года в Атланте Канту занял 7-е место.
На Олимпиаде 2004 года в Афинах Канту победил колумбийца Марио Валлеса и представителя Эстонии Алексея Будылина, но проиграл россиянину Дмитрию Носову. В утешительных схватка бразилец победил южнокорейца Квон Ён У, поляка Роберта Кравчика и завоевал бронзу Олимпийских игр.